# Governo Kohl IV
Il quarto governo Kohl è stato il diciassettesimo governo della Repubblica Federale Tedesca, in carica dal 18 gennaio 1991 al 17 novembre 1994 durante la 12ª legislatura del Bundestag.
Il governo, con Helmut Kohl come cancelliere, era sostenuto da una coalizione "giallo-nera" composta dall'Unione Cristiano-Democratica (CDU), dall'Unione Cristiano-Sociale bavarese (CSU) e dal Partito Liberale Democratico (FDP).
Il governo si formò a seguito delle elezioni federali del 1990, e la coalizione al governo vinse le successive elezioni federali del 1994 formando il quinto governo Kohl.

## Situazione Parlamentare
| Camera    | Collocazione | Partiti                          | Seggi     |
| --------- | ------------ | -------------------------------- | --------- |
| Bundestag | Maggioranza  | CDU (268), CSU (51), FDP (79)    | 398 / 662 |
| Bundestag | Opposizione  | SPD (239), I Verdi (8), PDS (17) | 264 / 662 |

## Composizione
| Ministero                                                                 | Nome | Nome                                                                                 | Partito |
| ------------------------------------------------------------------------- | ---- | ------------------------------------------------------------------------------------ | ------- |
| Cancelliere federale                                                      |      | Helmut Kohl                                                                          | CDU     |
| Affari esteri                                                             |      | Hans-Dietrich Genscher Vice-cancelliere fino al 18/05/1992                           | FDP     |
| Affari esteri                                                             |      | Klaus Kinkel Vice-cancelliere dal 21/01/1993                                         | FDP     |
| Interni                                                                   |      | Wolfgang Schäuble fino al 21/11/1991                                                 | CDU     |
| Interni                                                                   |      | Rudolf Seiters fino al 07/07/1993                                                    | CDU     |
| Interni                                                                   |      | Manfred Kanther                                                                      | CDU     |
| Giustizia                                                                 |      | Klaus Kinkel fino al 18/05/1992                                                      | FDP     |
| Giustizia                                                                 |      | Sabine Leutheusser-Schnarrenberger                                                   | FDP     |
| Finanze                                                                   |      | Theodor Waigel                                                                       | CSU     |
| Economia                                                                  |      | Jürgen W. Möllemann fino al 21/01/1993 Vice-cancelliere dal 18/05/1992 al 21/01/1993 | FDP     |
| Economia                                                                  |      | Dr. Günter Rexrodt                                                                   | FDP     |
| Agricoltura e foreste                                                     |      | Ignaz Kiechle fino al 21/01/1993                                                     | CSU     |
| Agricoltura e foreste                                                     |      | Jochen Borchert                                                                      | CSU     |
| Lavoro e solidarietà sociale                                              |      | Norbert Blüm                                                                         | CDU     |
| Difesa                                                                    |      | Gerhard Stoltenberg fino al 01/04/1992                                               | CDU \|  |
| Difesa                                                                    |      | Volker Rühe                                                                          | CDU \|  |
| Famiglia e anziani                                                        |      | Hannelore Rönsch                                                                     | CDU     |
| Pari opportunità e gioventù                                               |      | Angela Merkel                                                                        | CDU     |
| Sanità                                                                    |      | Gerda Hasselfeldt fino al 06/05/1992                                                 | CSU     |
| Sanità                                                                    |      | Horst Seehofer                                                                       | CSU     |
| Trasporti                                                                 |      | Günther Krause fino al 13/05/1993                                                    | CDU     |
| Trasporti                                                                 |      | Matthias Wissmann                                                                    | CDU     |
| Ambiente                                                                  |      | Klaus Töpfer                                                                         | CDU     |
| Poste e telecomunicazioni                                                 |      | Christian Schwarz-Schilling fino al 17/12/1992                                       | CDU     |
| Poste e telecomunicazioni                                                 |      | Wolfgang Bötsch dal 22/01/1993                                                       | CDU     |
| Territorio, geno civile ed urbanizzazione                                 |      | Irmgard Schwaetzer                                                                   | FDP     |
| Ricerca e Tecnologia                                                      |      | Heinz Riesenhuber fino al 21/01/1993                                                 | CDU     |
| Ricerca e Tecnologia                                                      |      | Matthias Wissmann fino al 13/05/1993                                                 | CDU     |
| Ricerca e Tecnologia                                                      |      | Paul Krüger                                                                          | CDU     |
| Formazione e scienze                                                      |      | Rainer Ortleb fino al 04/02/1994                                                     | FDP     |
| Formazione e scienze                                                      |      | Karl-Hans Laermann                                                                   | FDP     |
| Cooperazione economica dal 22/01/1993 : Cooperazione economica e sviluppo |      | Carl-Dieter Spranger                                                                 | CSU     |
| Senza portafoglio                                                         |      | Friedrich Bohl Capo della cancelleria federale                                       | CDU     |